# Vòng loại Giải vô địch bóng đá thế giới 2026 – Khu vực châu Á (Vòng 2)
Vòng thứ hai khu vực châu Á của vòng loại Giải vô địch bóng đá thế giới 2026, đồng thời là vòng thứ hai của vòng loại Cúp bóng đá châu Á 2027, diễn ra từ ngày 16 tháng 11 năm 2023 đến ngày 11 tháng 6 năm 2024.

## Thể thức
Tổng cộng có 36 đội (bao gồm 26 đội được vào thẳng vòng này và 10 đội giành chiến thắng ở vòng đầu tiên) được bốc thăm chia thành 9 bảng, mỗi bảng gồm 4 đội. Các đội trong bảng thi đấu theo thể thức vòng tròn hai lượt tính điểm trên sân nhà và sân khách.
Các đội nhất và nhì mỗi bảng sẽ lọt vào vòng ba và giành quyền tham dự Cúp bóng đá châu Á 2027. Đội đứng thứ ba và thứ tư sẽ giành quyền vào vòng loại thứ ba Cúp bóng đá châu Á 2027.

## Bốc thăm
Lễ bốc thăm cho vòng 2 được tổ chức vào lúc 16:00 MST (UTC+8) ngày 27 tháng 7 năm 2023 tại tòa nhà AFC ở Kuala Lumpur, Malaysia.
Hạt giống của các đội tuyển được dựa trên bảng xếp hạng thế giới FIFA tháng 7 năm 2023 (thứ hạng cụ thể của mỗi đội tuyển được hiển thị trong ngoặc đơn ở bên dưới). Các nhóm hạt giống 1, 2 và 3 lần lượt chứa các đội tuyển xếp hạng 1–9, 10–18 và 19–26, trong khi nhóm 4 chứa các suất giữ chỗ của mười cặp đấu ở vòng đầu tiên. Chín đội đầu tiên được bốc thăm từ nhóm 4 và được xếp vào vị trí số 4 của mỗi bảng. Đội thứ mười từ nhóm 4 được chuyển sang nhóm 3, và sau đó được bốc thăm ngẫu nhiên từ nhóm hạt giống số 3. Các đội sau đó được bốc thăm vào các bảng theo trình tự nhóm 3, nhóm 2 và nhóm 1.
Ghi chú: Các đội tuyển in đậm giành quyền lọt vào vòng 3 của vòng loại World Cup.
| Nhóm 1 | Nhóm 2 | Nhóm 3 | Nhóm 4 |
| --- | --- | --- | --- |
| 1. Nhật Bản (20) 2. Iran (22) 3. Úc (27) 4. Hàn Quốc (28) 5. Ả Rập Xê Út (54) 6. Qatar (59) 7. Iraq (70) 8. UAE (72) 9. Oman (73) | 1. Uzbekistan (74) 2. Trung Quốc (80) 3. Jordan (82) 4. Bahrain (86) 5. Syria (94) 6. Việt Nam (95) 7. Palestine (96) 8. Kyrgyzstan (97) 9. Ấn Độ (99) | 1. Liban (100) 2. Tajikistan (110) 3. Thái Lan (113) 4. CHDCND Triều Tiên (115) 5. Philippines (135) 6. Malaysia (136) 7. Kuwait (137) 8. Turkmenistan (138) | 1. Hồng Kông (149)† 2. Indonesia (150)† 3. Đài Bắc Trung Hoa (153)† 4. Yemen (156)†‡ 5. Afghanistan (157)† 6. Singapore (158)† 7. Myanmar (160)† 8. Nepal (175)† 9. Bangladesh (189)† 10. Pakistan (201)† |

† Các đội chưa xác định được danh tính tại thời điểm bốc thăm.

‡ Đội đã được chuyển sang nhóm 3 sau khi các đội nhóm 4 đã được phân vào các bảng; và được bốc thăm ngẫu nhiên từ nhóm 3.

## Lịch thi đấu
Lịch thi đấu như sau.
| Lượt đấu   | Ngày                 |
| ---------- | -------------------- |
| Lượt đấu 1 | 16 tháng 11 năm 2023 |
| Lượt đấu 2 | 21 tháng 11 năm 2023 |
| Lượt đấu 3 | 21 tháng 3 năm 2024  |
| Lượt đấu 4 | 26 tháng 3 năm 2024  |
| Lượt đấu 5 | 6 tháng 6 năm 2024   |
| Lượt đấu 6 | 11 tháng 6 năm 2024  |

## Các bảng đấu

### Bảng A
| VT | Đội         | ST | T | H | B | BT | BB | HS  | Đ  | Giành quyền tham dự           |  | Qatar | Kuwait | Ấn Độ | Afghanistan |
| -- | ----------- | -- | - | - | - | -- | -- | --- | -- | ----------------------------- |  | ----- | ------ | ----- | ----------- |
| 1  | Qatar       | 6  | 5 | 1 | 0 | 18 | 3  | +15 | 16 | Vòng 3 và Cúp châu Á          |  | —     | 3–0    | 2–1   | 8–1         |
| 2  | Kuwait      | 6  | 2 | 1 | 3 | 6  | 6  | 0   | 7  | Vòng 3 và Cúp châu Á          |  | 1–2   | —      | 0–1   | 0–4         |
| 3  | Ấn Độ       | 6  | 1 | 2 | 3 | 3  | 7  | −4  | 5  | Vòng loại Cúp châu Á (Vòng 3) |  | 0–3   | 0–0    | —     | 1–2         |
| 4  | Afghanistan | 6  | 1 | 2 | 3 | 3  | 14 | −11 | 5  | Vòng loại Cúp châu Á (Vòng 3) |  | 0–0   | 1–0    | 0–0   | —           |

| Qatar | 8–1                            | Afghanistan   |
| --- | ------------------------------ | ------------- |
| - Al-Haydos 11' - Ali 15', 26', 33' (ph.đ.), 45+3' (ph.đ.) - Meshaal 18' - Alaaeldin 53' (ph.đ.) - Al-Abdullah 90+4' | Chi tiết (FIFA) Chi tiết (AFC) | - Sharifi 13' |

| Kuwait | 0–1                            | Ấn Độ        |
| ------ | ------------------------------ | ------------ |
|        | Chi tiết (FIFA) Chi tiết (AFC) | - Manvir 75' |

| Afghanistan | 0–4                            | Kuwait                                               |
| ----------- | ------------------------------ | ---------------------------------------------------- |
|             | Chi tiết (FIFA) Chi tiết (AFC) | - Al-Khaldi 18' (ph.đ.), 80' - Daham 69' - Saleh 82' |

| Ấn Độ | 0–3                            | Qatar                                  |
| ----- | ------------------------------ | -------------------------------------- |
|       | Chi tiết (FIFA) Chi tiết (AFC) | - Meshaal 4' - Ali 47' - Abdurisag 86' |

| Qatar                         | 3–0                            | Kuwait |
| ----------------------------- | ------------------------------ | ------ |
| - Afif 47', 68' - Al-Rawi 51' | Chi tiết (FIFA) Chi tiết (AFC) |        |

| Afghanistan | 0–0                            | Ấn Độ |
| ----------- | ------------------------------ | ----- |
|             | Chi tiết (FIFA) Chi tiết (AFC) |       |

| Ấn Độ                 | 1–2                            | Afghanistan                          |
| --------------------- | ------------------------------ | ------------------------------------ |
| - Chhetri 38' (ph.đ.) | Chi tiết (FIFA) Chi tiết (AFC) | - Akbari 70' - Mukhammad 88' (ph.đ.) |

| Kuwait      | 1–2                            | Qatar          |
| ----------- | ------------------------------ | -------------- |
| - Daham 79' | Chi tiết (FIFA) Chi tiết (AFC) | - Ali 77', 80' |

| Afghanistan | 0–0                            | Qatar |
| ----------- | ------------------------------ | ----- |
|             | Chi tiết (FIFA) Chi tiết (AFC) |       |

| Ấn Độ | 0–0                            | Kuwait |
| ----- | ------------------------------ | ------ |
|       | Chi tiết (FIFA) Chi tiết (AFC) |        |

| Qatar                     | 2–1                            | Ấn Độ                       |
| ------------------------- | ------------------------------ | --------------------------- |
| - Ayman 73' - Al-Rawi 85' | Chi tiết (FIFA) Chi tiết (AFC) | - Lallianzuala Chhangte 37' |

| Kuwait           | 1–0                            | Afghanistan |
| ---------------- | ------------------------------ | ----------- |
| - Al Rashedi 81' | Chi tiết (FIFA) Chi tiết (AFC) |             |

### Bảng B
| VT | Đội               | ST | T | H | B | BT | BB | HS  | Đ  | Giành quyền tham dự           |  | Nhật Bản | Cộng hòa Dân chủ Nhân dân Triều Tiên | Syria | Myanmar |
| -- | ----------------- | -- | - | - | - | -- | -- | --- | -- | ----------------------------- |  | -------- | ------------------------------------ | ----- | ------- |
| 1  | Nhật Bản          | 6  | 6 | 0 | 0 | 24 | 0  | +24 | 18 | Vòng 3 và Cúp châu Á          |  | —        | 1–0                                  | 5–0   | 5–0     |
| 2  | CHDCND Triều Tiên | 6  | 3 | 0 | 3 | 11 | 7  | +4  | 9  | Vòng 3 và Cúp châu Á          |  | 0–3      | —                                    | 1–0   | 4–1     |
| 3  | Syria             | 6  | 2 | 1 | 3 | 9  | 12 | −3  | 7  | Vòng loại Cúp châu Á (Vòng 3) |  | 0–5      | 1–0                                  | —     | 7–0     |
| 4  | Myanmar           | 6  | 0 | 1 | 5 | 3  | 28 | −25 | 1  | Vòng loại Cúp châu Á (Vòng 3) |  | 0–5      | 1–6                                  | 1–1   | —       |

1. ↑  Nhật Bản được xử thắng 3–0, sau khi Cộng hòa Dân chủ Nhân dân Triều Tiên thông báo từ chối tổ chức trận đấu do xuất hiện dịch bệnh lạ ở Nhật Bản.

| Nhật Bản                                       | 5–0                            | Myanmar |
| ---------------------------------------------- | ------------------------------ | ------- |
| - Ueda 11', 45+4', 50' - Kamada 28' - Dōan 86' | Chi tiết (FIFA) Chi tiết (AFC) |         |

| Syria                  | 1–0                            | CHDCND Triều Tiên |
| ---------------------- | ------------------------------ | ----------------- |
| - Al Somah 37' (ph.đ.) | Chi tiết (FIFA) Chi tiết (AFC) |                   |

| Myanmar             | 1–6                            | CHDCND Triều Tiên                                                                               |
| ------------------- | ------------------------------ | ----------------------------------------------------------------------------------------------- |
| - Win Naing Tun 77' | Chi tiết (FIFA) Chi tiết (AFC) | - Jong Il-gwan 30', 54', 56' - Choe Ju-song 34' (ph.đ.) - Han Kwang-song 38' - Ri Hyong-jin 70' |

| Syria | 0–5                            | Nhật Bản                                               |
| ----- | ------------------------------ | ------------------------------------------------------ |
|       | Chi tiết (FIFA) Chi tiết (AFC) | - Kubo 32' - Ueda 37', 40' - Sugawara 47' - Hosoya 82' |

| Myanmar            | 1–1                            | Syria         |
| ------------------ | ------------------------------ | ------------- |
| - Soe Moe Kyaw 35' | Chi tiết (FIFA) Chi tiết (AFC) | - Al Dali 71' |

| Nhật Bản    | 1–0                            | CHDCND Triều Tiên |
| ----------- | ------------------------------ | ----------------- |
| - Tanaka 2' | Chi tiết (FIFA) Chi tiết (AFC) |                   |

| Syria                                                                     | 7–0                            | Myanmar |
| ------------------------------------------------------------------------- | ------------------------------ | ------- |
| - Khribin 30', 54', 63' (ph.đ.) - Hesar 47' - Ajan 51', 68' - Al-Dali 80' | Chi tiết (FIFA) Chi tiết (AFC) |         |

| CHDCND Triều Tiên | 0–3 Bị xử thua                 | Nhật Bản |
| ----------------- | ------------------------------ | -------- |
|                   | Chi tiết (FIFA) Chi tiết (AFC) |          |

| Myanmar | 0–5                            | Nhật Bản                                          |
| ------- | ------------------------------ | ------------------------------------------------- |
|         | Chi tiết (FIFA) Chi tiết (AFC) | - Nakamura 17', 90+3' - Doan 34' - Ogawa 75', 83' |

| CHDCND Triều Tiên    | 1–0                            | Syria |
| -------------------- | ------------------------------ | ----- |
| - Jong II-gwan 90+2' | Chi tiết (FIFA) Chi tiết (AFC) |       |

| Nhật Bản                                                                  | 5–0                            | Syria |
| ------------------------------------------------------------------------- | ------------------------------ | ----- |
| - Ueda 13' - Doan 19' - Krouma 21' (l.n.) - Soma 73' (pen) - Minamino 85' | Chi tiết (FIFA) Chi tiết (AFC) |       |

| CHDCND Triều Tiên                                | 4–1                            | Myanmar          |
| ------------------------------------------------ | ------------------------------ | ---------------- |
| - Ri II-song 12' - Ri Jo-guk 16', 43', 87' (pen) | Chi tiết (FIFA) Chi tiết (AFC) | Wai Lin Aung 57' |

### Bảng C
| VT | Đội        | ST | T | H | B | BT | BB | HS  | Đ  | Giành quyền tham dự           |  | Hàn Quốc | Trung Quốc | Thái Lan | Singapore |
| -- | ---------- | -- | - | - | - | -- | -- | --- | -- | ----------------------------- |  | -------- | ---------- | -------- | --------- |
| 1  | Hàn Quốc   | 6  | 5 | 1 | 0 | 20 | 1  | +19 | 16 | Vòng 3 và Cúp châu Á          |  | —        | 1–0        | 1–1      | 5–0       |
| 2  | Trung Quốc | 6  | 2 | 2 | 2 | 9  | 9  | 0   | 8  | Vòng 3 và Cúp châu Á          |  | 0–3      | —          | 1–1      | 4–1       |
| 3  | Thái Lan   | 6  | 2 | 2 | 2 | 9  | 9  | 0   | 8  | Vòng loại Cúp châu Á (Vòng 3) |  | 0–3      | 1–2        | —        | 3–1       |
| 4  | Singapore  | 6  | 0 | 1 | 5 | 5  | 24 | −19 | 1  | Vòng loại Cúp châu Á (Vòng 3) |  | 0–7      | 2–2        | 1–3      | —         |

1. 1 2  Điểm đối đầu: Trung Quốc 4, Thái Lan 1.

| Hàn Quốc                                                                                                | 5–0                            | Singapore |
| --- | ------------------------------ | --------- |
| - Cho Gue-sung 44' - Hwang Hee-chan 49' - Son Heung-min 63' - Hwang Ui-jo 68' (ph.đ.) - Lee Kang-in 85' | Chi tiết (FIFA) Chi tiết (AFC) |           |

| Thái Lan     | 1–2                            | Trung Quốc                             |
| ------------ | ------------------------------ | -------------------------------------- |
| - Sarach 23' | Chi tiết (FIFA) Chi tiết (AFC) | - Vũ Lỗi 29' - Vương Thượng Nguyên 74' |

| Singapore    | 1–3                            | Thái Lan                          |
| ------------ | ------------------------------ | --------------------------------- |
| - Shawal 41' | Chi tiết (FIFA) Chi tiết (AFC) | - Supachok 5' - Suphanat 66', 87' |

| Trung Quốc | 0–3                            | Hàn Quốc                                               |
| ---------- | ------------------------------ | ------------------------------------------------------ |
|            | Chi tiết (FIFA) Chi tiết (AFC) | - Son Heung-min 11' (ph.đ.), 45' - Jung Seung-hyun 87' |

| Hàn Quốc            | 1–1                            | Thái Lan       |
| ------------------- | ------------------------------ | -------------- |
| - Son Heung-min 42' | Chi tiết (FIFA) Chi tiết (AFC) | - Suphanat 61' |

| Singapore                | 2–2                            | Trung Quốc          |
| ------------------------ | ------------------------------ | ------------------- |
| - Faris 53' - Mahler 81' | Chi tiết (FIFA) Chi tiết (AFC) | - Vũ Lỗi 10', 45+2' |

| Trung Quốc                                                       | 4–1                            | Singapore   |
| ---------------------------------------------------------------- | ------------------------------ | ----------- |
| - Vũ Lỗi 21', 85' - Fernandinho 65' (ph.đ.) - Ngụy Thạch Hạo 90' | Chi tiết (FIFA) Chi tiết (AFC) | - Faris 22' |

| Thái Lan                                                   | 0–3                            | Hàn Quốc |
| ---------------------------------------------------------- | ------------------------------ | -------- |
| - Lee Jae-sung 19' - Son Heung-min 54' - Park Jin-seop 82' | Chi tiết (FIFA) Chi tiết (AFC) |          |

| Singapore | 0–7                            | Hàn Quốc                                                                                               |
| --------- | ------------------------------ | --- |
|           | Chi tiết (FIFA) Chi tiết (AFC) | - Lee Kang-in 9', 54' - Joo Min-kyu 20' - Son Heung-min 53', 56' - Bae Jun-ho 79' - Hwang Hee-chan 81' |

| Trung Quốc | 1–1                            | Thái Lan     |
| ---------- | ------------------------------ | ------------ |
| Behram 79' | Chi tiết (FIFA) Chi tiết (AFC) | Supachok 20' |

| Hàn Quốc          | 1–0                            | Trung Quốc |
| ----------------- | ------------------------------ | ---------- |
| - Lee Kang-in 61' | Chi tiết (FIFA) Chi tiết (AFC) |            |

| Thái Lan                                     | 3–1                            | Singapore          |
| -------------------------------------------- | ------------------------------ | ------------------ |
| - Suphanat 37' - Poramet 79' - Jaroensak 86' | Chi tiết (FIFA) Chi tiết (AFC) | - Ikhsan Fandi 57' |

### Bảng D
| VT | Đội               | ST | T | H | B | BT | BB | HS  | Đ  | Giành quyền tham dự           |  | Oman | Kyrgyzstan | Malaysia | Đài Bắc Trung Hoa |
| -- | ----------------- | -- | - | - | - | -- | -- | --- | -- | ----------------------------- |  | ---- | ---------- | -------- | ----------------- |
| 1  | Oman              | 6  | 4 | 1 | 1 | 11 | 2  | +9  | 13 | Vòng 3 và Cúp châu Á          |  | —    | 1–1        | 2–0      | 3–0               |
| 2  | Kyrgyzstan        | 6  | 3 | 2 | 1 | 13 | 7  | +6  | 11 | Vòng 3 và Cúp châu Á          |  | 1–0  | —          | 1–1      | 5–1               |
| 3  | Malaysia          | 6  | 3 | 1 | 2 | 9  | 9  | 0   | 10 | Vòng loại Cúp châu Á (Vòng 3) |  | 0–2  | 4–3        | —        | 3–1               |
| 4  | Đài Bắc Trung Hoa | 6  | 0 | 0 | 6 | 2  | 17 | −15 | 0  | Vòng loại Cúp châu Á (Vòng 3) |  | 0–3  | 0–2        | 0–1      | —                 |

| Oman                                                    | 3–0                            | Đài Bắc Trung Hoa |
| ------------------------------------------------------- | ------------------------------ | ----------------- |
| - Al-Malki 17' - Pan Wen-chieh 41' (l.n.) - Saleh 90+2' | Chi tiết (FIFA) Chi tiết (AFC) |                   |

| Malaysia                                             | 4–3                            | Kyrgyzstan                                        |
| ---------------------------------------------------- | ------------------------------ | ------------------------------------------------- |
| - Cools 7', 77' - Brauzman 72' (l.n.) - Faisal 90+3' | Chi tiết (FIFA) Chi tiết (AFC) | - Zhyrgalbek uulu 42' - Batyrkanov 44' - Merk 57' |

| Đài Bắc Trung Hoa | 0–1                            | Malaysia  |
| ----------------- | ------------------------------ | --------- |
|                   | Chi tiết (FIFA) Chi tiết (AFC) | - Lok 72' |

| Kyrgyzstan          | 1–0                            | Oman |
| ------------------- | ------------------------------ | ---- |
| - Abdurakhmanov 49' | Chi tiết (FIFA) Chi tiết (AFC) |      |

| Đài Bắc Trung Hoa | 0–2      | Kyrgyzstan                          |
| ----------------- | -------- | ----------------------------------- |
|                   | Chi tiết | - Kichin 54' (ph.đ.) - Ka. Merk 80' |

| Oman                             | 2–0      | Malaysia |
| -------------------------------- | -------- | -------- |
| - Al-Sabhi 58' - Al-Ghassani 88' | Chi tiết |          |

| Kyrgyzstan                                           | 5–1      | Đài Bắc Trung Hoa        |
| ---------------------------------------------------- | -------- | ------------------------ |
| - Kojo 17', 38', 45' - Brauzman 79' - Ki. Merk 90+5' | Chi tiết | - Wu Yen-shu 87' (ph.đ.) |

| Malaysia | 0–2      | Oman                                       |
| -------- | -------- | ------------------------------------------ |
|          | Chi tiết | - Al-Malki 45+4' (ph.đ.) - Al-Ghafri 90+4' |

| Đài Bắc Trung Hoa | 0–3      | Oman                        |
| ----------------- | -------- | --------------------------- |
|                   | Chi tiết | - Al-Mushairi 31', 55', 75' |

| Kyrgyzstan     | 1–1      | Malaysia                   |
| -------------- | -------- | -------------------------- |
| - Alykulov 24' | Chi tiết | - Abdurakhmanov 38' (l.n.) |

| Oman                  | 1–1      | Kyrgyzstan       |
| --------------------- | -------- | ---------------- |
| - Tokotaev 57' (l.n.) | Chi tiết | - Zarypbekov 20' |

| Malaysia                                    | 3–1      | Đài Bắc Trung Hoa  |
| ------------------------------------------- | -------- | ------------------ |
| - Safawi 53' - Paulo Josue 69' - Adib 90+6' | Chi tiết | - Yu Yao-hsing 20' |

### Bảng E
| VT | Đội          | ST | T | H | B | BT | BB | HS  | Đ  | Giành quyền tham dự           |  | Iran | Uzbekistan | Turkmenistan | Hồng Kông |
| -- | ------------ | -- | - | - | - | -- | -- | --- | -- | ----------------------------- |  | ---- | ---------- | ------------ | --------- |
| 1  | Iran         | 6  | 4 | 2 | 0 | 16 | 4  | +12 | 14 | Vòng 3 và Cúp châu Á          |  | —    | 0–0        | 5–0          | 4–0       |
| 2  | Uzbekistan   | 6  | 4 | 2 | 0 | 13 | 4  | +9  | 14 | Vòng 3 và Cúp châu Á          |  | 2–2  | —          | 3–1          | 3–0       |
| 3  | Turkmenistan | 6  | 0 | 2 | 4 | 4  | 14 | −10 | 2  | Vòng loại Cúp châu Á (Vòng 3) |  | 0–1  | 1–3        | —            | 0–0       |
| 4  | Hồng Kông    | 6  | 0 | 2 | 4 | 4  | 15 | −11 | 2  | Vòng loại Cúp châu Á (Vòng 3) |  | 2–4  | 0–2        | 2–2          | —         |

| Iran                                            | 4–0                            | Hồng Kông |
| ----------------------------------------------- | ------------------------------ | --------- |
| - Azmoun 12', 15' - Taremi 87' - Rezaeian 90+2' | Chi tiết (FIFA) Chi tiết (AFC) |           |

| Turkmenistan   | 1–3                            | Uzbekistan                             |
| -------------- | ------------------------------ | -------------------------------------- |
| - Durdyýew 44' | Chi tiết (FIFA) Chi tiết (AFC) | - Shukurov 57', 77' - Shomurodov 90+1' |

| Hồng Kông                    | 2–2                            | Turkmenistan       |
| ---------------------------- | ------------------------------ | ------------------ |
| - Wong Wai 12' - Camargo 65' | Chi tiết (FIFA) Chi tiết (AFC) | - Mingazow 4', 36' |

| Uzbekistan                 | 2–2                            | Iran                        |
| -------------------------- | ------------------------------ | --------------------------- |
| - Urunov 52' - Sergeev 83' | Chi tiết (FIFA) Chi tiết (AFC) | - Rezaeian 14' - Taremi 38' |

| Hồng Kông | 0–2      | Uzbekistan                        |
| --------- | -------- | --------------------------------- |
|           | Chi tiết | - Shomurodov 49' - Ashurmatov 66' |

| Iran                                                           | 5–0      | Turkmenistan |
| -------------------------------------------------------------- | -------- | ------------ |
| - Kanaani 10', 48' - Azmoun 13' - Mohebi 56' - Noorafkan 90+2' | Chi tiết |              |

| Uzbekistan                                  | 3–0      | Hồng Kông |
| ------------------------------------------- | -------- | --------- |
| - Shomurodov 20' - Erkinov 63' - Urunov 70' | Chi tiết |           |

| Turkmenistan | 0–1      | Iran            |
| ------------ | -------- | --------------- |
|              | Chi tiết | - Ghayedi 45+5' |

| Hồng Kông                    | 2–4      | Iran                                            |
| ---------------------------- | -------- | ----------------------------------------------- |
| - Ma Hei Wai 14' - Pinto 59' | Chi tiết | - Taremi 12' (pen), 34' (pen), 56' - Azmoun 65' |

| Uzbekistan                                   | 3–1      | Turkmenistan   |
| -------------------------------------------- | -------- | -------------- |
| - Aliqulov 17' - Urunov 29' - Nasrullaev 70' | Chi tiết | - Tirkisow 25' |

| Iran | 0–0      | Uzbekistan |
| ---- | -------- | ---------- |
|      | Chi tiết |            |

| Turkmenistan | 0–0      | Hồng Kông |
| ------------ | -------- | --------- |
|              | Chi tiết |           |

### Bảng F
| VT | Đội         | ST | T | H | B | BT | BB | HS  | Đ  | Giành quyền tham dự           |  | Iraq | Indonesia | Việt Nam | Philippines |
| -- | ----------- | -- | - | - | - | -- | -- | --- | -- | ----------------------------- |  | ---- | --------- | -------- | ----------- |
| 1  | Iraq        | 6  | 6 | 0 | 0 | 17 | 2  | +15 | 18 | Vòng 3 và Cúp châu Á          |  | —    | 5–1       | 3–1      | 1–0         |
| 2  | Indonesia   | 6  | 3 | 1 | 2 | 8  | 8  | 0   | 10 | Vòng 3 và Cúp châu Á          |  | 0–2  | —         | 1–0      | 2–0         |
| 3  | Việt Nam    | 6  | 2 | 0 | 4 | 6  | 10 | −4  | 6  | Vòng loại Cúp châu Á (Vòng 3) |  | 0–1  | 0–3       | —        | 3–2         |
| 4  | Philippines | 6  | 0 | 1 | 5 | 3  | 14 | −11 | 1  | Vòng loại Cúp châu Á (Vòng 3) |  | 0–5  | 1–1       | 0–2      | —           |

| Iraq                                                                  | 5–1                            | Indonesia         |
| --------------------------------------------------------------------- | ------------------------------ | ----------------- |
| - Resan 20' - Amat 35' (l.n.) - Rashid 60' - Amyn 81' - Al-Hamadi 88' | Chi tiết (FIFA) Chi tiết (AFC) | - Pattynama 45+3' |

| Philippines | 0–2                            | Việt Nam                                      |
| ----------- | ------------------------------ | --------------------------------------------- |
|             | Chi tiết (FIFA) Chi tiết (AFC) | - Nguyễn Văn Toàn 16' - Nguyễn Đình Bắc 90+4' |

| Philippines    | 1–1                            | Indonesia    |
| -------------- | ------------------------------ | ------------ |
| - Reichelt 23' | Chi tiết (FIFA) Chi tiết (AFC) | - Saddil 70' |

| Việt Nam | 0–1                            | Iraq           |
| -------- | ------------------------------ | -------------- |
|          | Chi tiết (FIFA) Chi tiết (AFC) | - M. Ali 90+7' |

| Indonesia | 1–0                            | Việt Nam |
| --------- | ------------------------------ | -------- |
| - Egy 52' | Chi tiết (FIFA) Chi tiết (AFC) |          |

| Iraq         | 1–0                            | Philippines |
| ------------ | ------------------------------ | ----------- |
| - M. Ali 84' | Chi tiết (FIFA) Chi tiết (AFC) |             |

| Việt Nam | 0–3                            | Indonesia                                    |
| -------- | ------------------------------ | -------------------------------------------- |
|          | Chi tiết (FIFA) Chi tiết (AFC) | - Idzes 9' - Oratmangoen 23' - Sananta 90+8' |

| Philippines | 0–5                            | Iraq                                                         |
| ----------- | ------------------------------ | ------------------------------------------------------------ |
|             | Chi tiết (FIFA) Chi tiết (AFC) | - Hussein 14', 36' - Al-Ammari 30' - Iqbal 62' - Tahseen 77' |

| Indonesia | 0–2                            | Iraq                              |
| --------- | ------------------------------ | --------------------------------- |
|           | Chi tiết (FIFA) Chi tiết (AFC) | - Hussein 54' (ph.đ.) - Jasim 88' |

| Việt Nam                                          | 3–2                            | Philippines                  |
| ------------------------------------------------- | ------------------------------ | ---------------------------- |
| - Nguyễn Tiến Linh 65', 76' - Phạm Tuấn Hải 90+5' | Chi tiết (FIFA) Chi tiết (AFC) | - Reichelt 62' - Ingreso 89' |

| Iraq                                     | 3–1                            | Việt Nam            |
| ---------------------------------------- | ------------------------------ | ------------------- |
| - H. Ali 12' - Jasim 71' - Hussein 90+2' | Chi tiết (FIFA) Chi tiết (AFC) | - Phạm Tuấn Hải 84' |

| Indonesia              | 2–0                            | Philippines |
| ---------------------- | ------------------------------ | ----------- |
| - Haye 32' - Ridho 55' | Chi tiết (FIFA) Chi tiết (AFC) |             |

### Bảng G
| VT | Đội         | ST | T | H | B | BT | BB | HS  | Đ  | Giành quyền tham dự           |  | Jordan | Ả Rập Xê Út | Tajikistan | Pakistan |
| -- | ----------- | -- | - | - | - | -- | -- | --- | -- | ----------------------------- |  | ------ | ----------- | ---------- | -------- |
| 1  | Jordan      | 6  | 4 | 1 | 1 | 16 | 4  | +12 | 13 | Vòng 3 và Cúp châu Á          |  | —      | 0–2         | 3–0        | 7–0      |
| 2  | Ả Rập Xê Út | 6  | 4 | 1 | 1 | 12 | 3  | +9  | 13 | Vòng 3                        |  | 1–2    | —           | 1–0        | 4–0      |
| 3  | Tajikistan  | 6  | 2 | 2 | 2 | 11 | 7  | +4  | 8  | Vòng loại Cúp châu Á (Vòng 3) |  | 1–1    | 1–1         | —          | 3–0      |
| 4  | Pakistan    | 6  | 0 | 0 | 6 | 1  | 26 | −25 | 0  | Vòng loại Cúp châu Á (Vòng 3) |  | 0–3    | 0–3         | 1–6        | —        |

1. ↑  Ả Rập Xê Út được đặc cách tham dự Cúp bóng đá châu Á với tư cách là quốc gia chủ nhà.

| Ả Rập Xê Út                                               | 4–0                            | Pakistan |
| --------------------------------------------------------- | ------------------------------ | -------- |
| - Al-Shehri 6', 48' (ph.đ.) - Ghareeb 90+1' - Radif 90+6' | Chi tiết (FIFA) Chi tiết (AFC) |          |

| Tajikistan   | 1–1                            | Jordan            |
| ------------ | ------------------------------ | ----------------- |
| - Samiev 89' | Chi tiết (FIFA) Chi tiết (AFC) | - Al-Naimat 90+3' |

| Pakistan   | 1–6                            | Tajikistan                                                                     |
| ---------- | ------------------------------ | ------------------------------------------------------------------------------ |
| - Nabi 21' | Chi tiết (FIFA) Chi tiết (AFC) | - Kamolov 9', 66' - Soirov 13' - Umarbayev 26' - Panjshanbe 45' - Samiev 90+1' |

| Jordan | 0–2                            | Ả Rập Xê Út         |
| ------ | ------------------------------ | ------------------- |
|        | Chi tiết (FIFA) Chi tiết (AFC) | - Al-Shehri 8', 30' |

| Pakistan | 0–3      | Jordan                                  |
| -------- | -------- | --------------------------------------- |
|          | Chi tiết | - Al-Taamari 2', 86' - Olwan 9' (ph.đ.) |

| Ả Rập Xê Út      | 1–0      | Tajikistan |
| ---------------- | -------- | ---------- |
| - Al-Dawsari 23' | Chi tiết |            |

| Jordan                                                                                | 7–0      | Pakistan |
| ------------------------------------------------------------------------------------- | -------- | -------- |
| - Al-Taamari 15', 62', 79' - Al-Naimat 28' - Al-Rosan 52' - Olwan 75' - Abu Zraiq 83' | Chi tiết |          |

| Tajikistan   | 1–1      | Ả Rập Xê Út       |
| ------------ | -------- | ----------------- |
| - Soirov 80' | Chi tiết | - Al-Buraikan 46' |

| Pakistan | 0–3      | Ả Rập Xê Út                            |
| -------- | -------- | -------------------------------------- |
|          | Chi tiết | - Al-Buraikan 26', 41' - Al-Juwayr 59' |

| Jordan                                    | 3–0      | Tajikistan |
| ----------------------------------------- | -------- | ---------- |
| - Olwan 51' - Al-Naimat 68' - Sadeh 90+4' | Chi tiết |            |

| Tajikistan                                   | 3–0      | Pakistan |
| -------------------------------------------- | -------- | -------- |
| - Mabatshoev 35' - Safarov 65' - Hanonov 70' | Chi tiết |          |

| Ả Rập Xê Út  | 1–2      | Jordan                          |
| ------------ | -------- | ------------------------------- |
| - Lajami 16' | Chi tiết | - Olwan 27' - Al-Rawabdeh 45+2' |

### Bảng H
| VT | Đội     | ST | T | H | B | BT | BB | HS  | Đ  | Giành quyền tham dự           |  | Các Tiểu vương quốc Ả Rập Thống nhất | Bahrain | Yemen | Nepal |
| -- | ------- | -- | - | - | - | -- | -- | --- | -- | ----------------------------- |  | ------------------------------------ | ------- | ----- | ----- |
| 1  | UAE     | 6  | 5 | 1 | 0 | 16 | 2  | +14 | 16 | Vòng 3 và Cúp châu Á          |  | —                                    | 1–1     | 2–1   | 4–0   |
| 2  | Bahrain | 6  | 3 | 2 | 1 | 11 | 3  | +8  | 11 | Vòng 3 và Cúp châu Á          |  | 0–2                                  | —       | 0–0   | 3–0   |
| 3  | Yemen   | 6  | 1 | 2 | 3 | 5  | 9  | −4  | 5  | Vòng loại Cúp châu Á (Vòng 3) |  | 0–3                                  | 0–2     | —     | 2–2   |
| 4  | Nepal   | 6  | 0 | 1 | 5 | 2  | 20 | −18 | 1  | Vòng loại Cúp châu Á (Vòng 3) |  | 0–4                                  | 0–5     | 0–2   | —     |

| UAE                                                       | 4–0                            | Nepal |
| --------------------------------------------------------- | ------------------------------ | ----- |
| - Al Hammadi 11' - Mabkhout 36' (ph.đ.), 44' - Lima 45+1' | Chi tiết (FIFA) Chi tiết (AFC) |       |

| Yemen | 0–2                            | Bahrain                               |
| ----- | ------------------------------ | ------------------------------------- |
|       | Chi tiết (FIFA) Chi tiết (AFC) | - Marhoon 38' - Al-Zubaidi 48' (l.n.) |

| Nepal | 0–2                            | Yemen                             |
| ----- | ------------------------------ | --------------------------------- |
|       | Chi tiết (FIFA) Chi tiết (AFC) | - O. Al-Dahi 72' - M. Al-Dahi 90' |

| Bahrain | 0–2                            | UAE                                  |
| ------- | ------------------------------ | ------------------------------------ |
|         | Chi tiết (FIFA) Chi tiết (AFC) | - Ramadan 36' - Mabkhout 90' (ph.đ.) |

| Nepal | 0–5      | Bahrain                                                                       |
| ----- | -------- | ----------------------------------------------------------------------------- |
|       | Chi tiết | - Al-Humaidan 2' - Baqer 4' - Madan 45+4' - Al-Khattal 87' - Abdullatif 90+6' |

| UAE                            | 2–1      | Yemen               |
| ------------------------------ | -------- | ------------------- |
| - Saleh 24' (ph.đ.) - Adil 72' | Chi tiết | - Idrees 69' (l.n.) |

| Bahrain                               | 3–0      | Nepal |
| ------------------------------------- | -------- | ----- |
| - Baqer 7' - Helal 18' - Al-Aswad 36' | Chi tiết |       |

| Yemen | 0–3      | UAE                        |
| ----- | -------- | -------------------------- |
|       | Chi tiết | - Lima 14', 22' - Adil 35' |

| Nepal | 0–4      | UAE                                           |
| ----- | -------- | --------------------------------------------- |
|       | Chi tiết | - Abdalla 12', 14' - Saleh 53' - Mohammad 75' |

| Bahrain | 0–0      | Yemen |
| ------- | -------- | ----- |
|         | Chi tiết |       |

| UAE        | 1–1      | Bahrain          |
| ---------- | -------- | ---------------- |
| - Adil 10' | Chi tiết | - Abduljabbar 4' |

| Yemen                                  | 2–2      | Nepal                   |
| -------------------------------------- | -------- | ----------------------- |
| - Al-Gahwashi 9' (pen) - Al-Dahi 90+1' | Chi tiết | - Bista 22' - Karki 66' |

### Bảng I
| VT | Đội        | ST | T | H | B | BT | BB | HS  | Đ  | Giành quyền tham dự           |  | Úc  | Nhà nước Palestine | Liban | Bangladesh |
| -- | ---------- | -- | - | - | - | -- | -- | --- | -- | ----------------------------- |  | --- | ------------------ | ----- | ---------- |
| 1  | Úc         | 6  | 6 | 0 | 0 | 22 | 0  | +22 | 18 | Vòng 3 và Cúp châu Á          |  | —   | 5–0                | 2–0   | 7–0        |
| 2  | Palestine  | 6  | 2 | 2 | 2 | 6  | 6  | 0   | 8  | Vòng 3 và Cúp châu Á          |  | 0–1 | —                  | 0–0   | 5–0        |
| 3  | Liban      | 6  | 1 | 3 | 2 | 5  | 8  | −3  | 6  | Vòng loại Cúp châu Á (Vòng 3) |  | 0–5 | 0–0                | —     | 4–0        |
| 4  | Bangladesh | 6  | 0 | 1 | 5 | 1  | 20 | −19 | 1  | Vòng loại Cúp châu Á (Vòng 3) |  | 0–2 | 0–1                | 1–1   | —          |

| Úc                                                                   | 7–0                            | Bangladesh |
| -------------------------------------------------------------------- | ------------------------------ | ---------- |
| - Souttar 4' - Borrello 20' - Duke 37', 40' - Maclaren 48', 70', 84' | Chi tiết (FIFA) Chi tiết (AFC) |            |

| Liban | 0–0                            | Palestine |
| ----- | ------------------------------ | --------- |
|       | Chi tiết (FIFA) Chi tiết (AFC) |           |

| Bangladesh     | 1–1                            | Liban       |
| -------------- | ------------------------------ | ----------- |
| - Morsalin 72' | Chi tiết (FIFA) Chi tiết (AFC) | - Osman 67' |

| Palestine | 0–1                            | Úc            |
| --------- | ------------------------------ | ------------- |
|           | Chi tiết (FIFA) Chi tiết (AFC) | - Souttar 18' |

| Úc                       | 2–0      | Liban |
| ------------------------ | -------- | ----- |
| - Baccus 5' - Rowles 54' | Chi tiết |       |

| Palestine                                      | 5–0      | Bangladesh |
| ---------------------------------------------- | -------- | ---------- |
| - Dabbagh 43', 53', 77' - S. Qunbar 45+1', 49' | Chi tiết |            |

| Bangladesh | 0–1      | Palestine         |
| ---------- | -------- | ----------------- |
|            | Chi tiết | - Termanini 90+4' |

| Liban | 0–5      | Úc                                                             |
| ----- | -------- | -------------------------------------------------------------- |
|       | Chi tiết | - Yengi 2' - Jradi 47' (l.n.) - Goodwin 48', 81' - Iredale 68' |

| Bangladesh | 0–2      | Úc                        |
| ---------- | -------- | ------------------------- |
|            | Chi tiết | - Hrustic 29' - Yengi 62' |

| Palestine | 0–0      | Liban |
| --------- | -------- | ----- |
|           | Chi tiết |       |

| Úc                                                                    | 5–0      | Palestine |
| --------------------------------------------------------------------- | -------- | --------- |
| - Yengi 5', 41' (pen) - Taggart 26' - Boyle 53' - Irankunda 87' (pen) | Chi tiết |           |

| Liban                                      | 4–0      | Bangladesh |
| ------------------------------------------ | -------- | ---------- |
| - Maatouk 5' (pen), 49', 60' - Matar 45+2' | Chi tiết |            |

## Cầu thủ ghi bàn
Đã có 331 bàn thắng ghi được trong 107 trận đấu, trung bình 3.09 bàn thắng mỗi trận đấu.
7 bàn
- Son Heung-min
- Almoez Ali

6 bàn
- Ayase Ueda

5 bàn
- Mehdi Taremi
- Musa Al-Taamari
- Vũ Lỗi

4 bàn
- Jong Il-gwan
- Lee Kang-in
- Sardar Azmoun
- Aymen Hussein
- Ali Olwan
- Suphanat Mueanta
- Kusini Yengi
- Saleh Al-Shehri

3 bàn
- Ri Jo-guk
- Sultan Adil
- Fábio Lima
- Ali Mabkhout
- Yazan Al-Naimat
- Joel Kojo
- Hassan Maatouk
- Ritsu Dōan
- Abdulrahman Al-Mushaifri
- Oday Dabbagh
- Omar Khribin
- Eldor Shomurodov
- Oston Urunov
- Jamie Maclaren
- Firas Al-Buraikan

2 bàn
- Sayed Baqer
- Harib Abdalla
- Ali Saleh
- Hwang Hee-chan
- Hossein Kanaanizadegan
- Ramin Rezaeian
- Mohanad Ali
- Ali Jasim
- Shabaib Al-Khaldi
- Mohammad Daham
- Kai Merk
- Dion Cools
- Keito Nakamura
- Koki Ogawa
- Omar Al-Malki
- Shehab Qunbar
- Patrick Reichelt
- Akram Afif
- Ahmed Al-Rawi
- Mostafa Meshaal
- Faris Ramli
- Moayad Ajan
- Alaa Al Dali
- Amadoni Kamolov
- Shahrom Samiev
- Rustam Soirov
- Supachok Sarachat
- Ruslan Mingazow
- Otabek Shukurov
- Nguyễn Tiến Linh
- Phạm Tuấn Hải
- Mohammed Al-Dahi
- Mitchell Duke
- Craig Goodwin
- Harry Souttar

1 bàn
- Rahmat Akbari
- Sharif Mukhammad
- Amredin Sharifi
- Mahdi Abduljabbar
- Ismail Abdullatif
- Kamil Al-Aswad
- Mahdi Al-Humaidan
- Ebrahim Al-Khattal
- Ali Madan
- Mohamed Marhoon
- Abdulla Yusuf Helal
- Shekh Morsalin
- Choe Ju-song
- Han Kwang-song
- Ri Hyong-jin
- Ri Il-song
- Khalifa Al Hammadi
- Hazem Mohammad
- Abdullah Ramadan
- Bae Jun-ho
- Cho Gue-sung
- Hwang Ui-jo
- Joo Min-kyu
- Jung Seung-hyun
- Lee Jae-sung
- Park Jin-seop
- Everton Camargo
- Ma Hei Wai
- Anthony Pinto
- Wong Wai
- Thom Haye
- Jay Idzes
- Egy Maulana Vikri
- Ragnar Oratmangoen
- Shayne Pattynama
- Saddil Ramdani
- Rizky Ridho
- Ramadhan Sananta
- Mehdi Ghayedi
- Mohammad Mohebi
- Omid Noorafkan
- Amir Al-Ammari
- Ali Al-Hamadi
- Hussein Ali
- Youssef Amyn
- Zidane Iqbal
- Osama Rashid
- Bashar Resan
- Zaid Tahseen
- Mohammad Abu Zrayq
- Noor Al-Rawabdeh
- Saed Al-Rosan
- Ibrahim Sadeh
- Eid Al Rashidi
- Athbi Saleh
- Odilzhon Abdurakhmanov
- Gulzhigit Alykulov
- Ernist Batyrkanov
- Khristiyan Brauzman
- Valery Kichin
- Kimi Merk
- Eldiyar Zarypbekov
- Kayrat Zhyrgalbek uulu
- Nader Matar
- Majed Osman
- Adib Raop
- Faisal Halim
- Paulo Josué
- Darren Lok
- Safawi Rasid
- Soe Moe Kyaw
- Wai Lin Aung
- Win Naing Tun
- Sanjeeb Bista
- Gillespye Jung Karki
- Mao Hosoya
- Daichi Kamada
- Takefusa Kubo
- Takumi Minamino
- Yuki Soma
- Yukinari Sugawara
- Ao Tanaka
- Mohammed Al-Ghafri
- Muhsen Al-Ghassani
- Issam Al-Sabhi
- Mataz Saleh
- Rahis Nabi
- Michel Termanini
- Kevin Ingreso
- Yusuf Abdurisag
- Tameem Al-Abdullah
- Hassan Al-Haydos
- Ahmed Alaaeldin
- Yousef Aymen
- Shawal Anuar
- Ikhsan Fandi
- Jacob Mahler
- Omar Al Somah
- Ibrahim Hesar
- Vahdat Hanonov
- Shervoni Mabatshoev
- Ehson Panjshanbe
- Manuchekhr Safarov
- Parvizdzhon Umarbayev
- Poramet Arjvirai
- Jaroensak Wonggorn
- Sarach Yooyen
- Wu Yen-shu
- Yu Yao-hsing
- Fernandinho
- Trương Ngọc Ninh
- Vi Thế Hào
- Vương Thượng Nguyên
- Meýlis Durdyýew
- Şanazar Tirkişow
- Husniddin Aliqulov
- Rustam Ashurmatov
- Khojimat Erkinov
- Sherzod Nasrullaev
- Igor Sergeev
- Nguyễn Đình Bắc
- Nguyễn Văn Toàn
- Omar Al-Dahi
- Nasser Al-Gahwashi
- Keanu Baccus
- Brandon Borrello
- Martin Boyle
- Ajdin Hrustic
- Nestory Irankunda
- John Iredale
- Kye Rowles
- Adam Taggart
- Salem Al-Dawsari
- Musab Al-Juwayr
- Abdulrahman Ghareeb
- Ali Lajami
- Abdullah Radif
- Lallianzuala Chhangte
- Sunil Chhetri
- Manvir Singh

1 bàn phản lưới nhà
- Abdulla Idrees (trong trận gặp Yemen)
- Jordi Amat (trong trận gặp Iraq)
- Odilzhon Abdurakhmanov (trong trận gặp Malaysia)
- Khristiyan Brauzman (trong trận gặp Malaysia)
- Erzhan Tokotayev (trong trận gặp Oman)
- Bassel Jradi (trong trận gặp Úc)
- Thaer Krouma (trong trận gặp Nhật Bản)
- Pan Wen-chieh (trong trận gặp Oman)
- Harwan Al-Zubaidi (trong trận gặp Bahrain)